# Dohuk Football Club
El Dohuk Football Club (en árabe: نادي دهوك‎; en kurdo: یانه‌ی وه‌رزشی دهۆك) es un club de fútbol de Irak, de la ciudad de Duhok. Fue fundado en 1970 y juega en la Super Liga de Irak.

## Historia
El equipo fue fundado por jóvenes de la ciudad de Duhok, haciendo que 3 equipos locales se unieran el 14 de diciembre de 1970.
Inició como un equipo a nivel rural hasta la temporada 1974//75, cuando decidieron suspender actividades para apoyar al nacionalismo de defender los derechos de los kurdos en Irak.
Retomó actividades en 1976 desde la Tercera División de Irak, alcanzando la promoción a la Segunda División en 1978, división en la que estuvo hasta 1990, cuando dejó de participar por la opresión del gobierno de Irak. Retomaron labores en 1991, pero desde la Cuarta División, obteniendo ascensos hasta que en el año 1997/98 alcanzaron la Liga Premier de Irak por primera vez en su historia. al principio, eran un equipo que ocupaba los puestos intermedios de la tabla y en raras ocasiones estaba peleando en los primeros lugares, hasta la invasión a Irak provocó la libertad y liberación de la población Kurda para que los deportistas kurdos pudieran participar a nivel local e internacional, y el Dohuk Football Club alcanzó su máximo potencial en la temporada 2009/10 al proclamarse campeón de Liga por primera vez. 

## Palmarés
- Liga Premier de Irak: 1

2009/10
- Copa de Irak: 1

2024/25

## Participación en competiciones de la AFC
- Copa AFC: 2 apariciones

2011 - Cuartos de final
2013 - Segunda ronda

## Uniforme
- Uniforme titular: Camiseta a rayas amarillas y azules, pantalón azul y medias azules.
- Uniforme alternativo: Camiseta, pantalón y medias blancas.

## Estadio
El Dohuk FC juega en el Duhok Stadium. Tiene capacidad para 20.000 personas.

## Jugadores

### Jugadores destacados
- Ahmad Mnajed
- Noor Sabri
- Ahmad Salah
- Anas Hijah
- Nasrat Al Jamal

## Entrenadores destacados
| - Namat Mahmoud - Hamid Mahmoud - Hussain Hassan - Ameer Abdul-Aziz - Rasan Bunian - Nadhim Shaker (1996–97), (2004–05) - Hadi Mutansh | - Mohammed Tabra - Natiq Hashim - Faisal Aziz - Basim Qasim (2009–10) - Shaker Mahmoud - Kadhim Mutashar - Akram Salman |  |